# Vol USAir 427
Le 8 septembre 1994, le Boeing 737-300 effectuant le vol USAir 427, un vol intérieur régulier entre Chicago, dans l'Illinois, et Palm Beach, en Floride, avec une escale prévue à Pittsburgh, s'est écrasé dans le canton de Hopewell, en Pennsylvanie, alors qu'il était en phase d'approche sur la piste 28R de l'aéroport international de Pittsburgh. Il n'y eut aucun survivant parmi les 132 passagers et membres d'équipage présents à bord.

## Avion et équipage
L'appareil impliqué est un Boeing 737-3B7, immatriculé N513AU (numéro de série 23699). Il a été livré neuf à USAir en 1987 et était propulsé par deux moteurs CFM International CFM56-3B2. Ce biréacteur court/moyen-courrier totalisait 23 846 heures de vol et 14 489 cycles (décollage/atterrissage) au moment de l'accident.
L'équipage était composé du commandant de bord Peter Germano (45 ans), embauché par USAir en février 1981, et du copilote Charles B. "Chuck" Emmett III (38 ans), embauché en février 1987 par Piedmont Airlines, qui a fusionné avec USAir en 1989. Tous deux étaient considérés comme d'excellents pilotes et étaient très expérimentés ; le commandant Germano cumulait environ 12 000 heures de vol, dont 4 064 sur Boeing 737, tandis que le copilote Emmett totalisait 9 000 heures de vol, dont 3 644 sur Boeing 737.
Parmi les agents de bord présents en cabine, Stanley Canty et April Slater ont été embauchés en 1989 par Piedmont Airlines, tandis que Sarah Slocum-Hamley a été embauchée en octobre 1988 par USAir.

## Accident

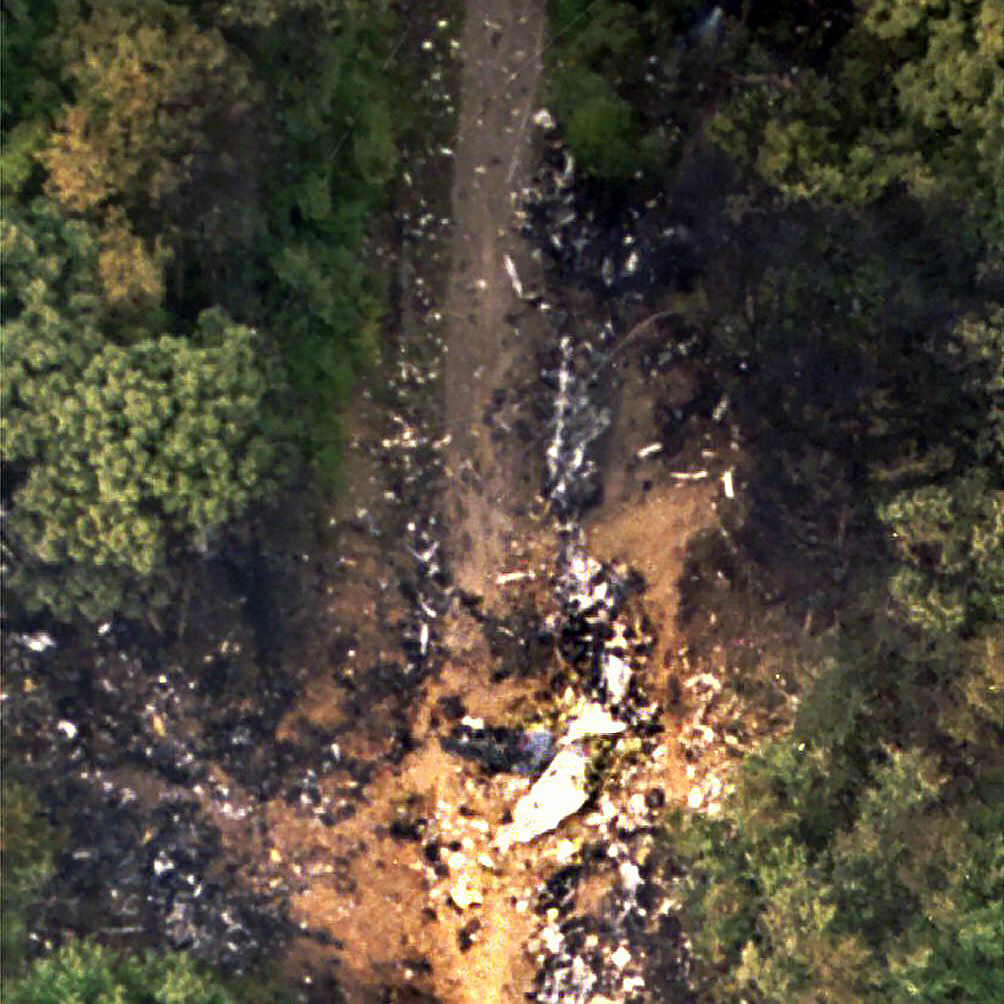
Vue aérienne du site du crash du vol 427.

Durant la phase d'approche sur l'l'aéroport international de Pittsburgh, le contrôle aérien a placé le vol 427 derrière un Boeing 727-200, qui assuré alors le vol 1083 de Delta Air Lines ; à aucun moment, le vol 427 n'a été à moins de 6 km de l'autre avion, selon les données radar. Le vol 427 était en approche à une altitude de 6 000 pieds (1 800 m), avec les volets configurés en position 1 et à une vitesse d'environ 190 nœuds (350 km/h).
À 19 h 02, le 737 est entré dans la turbulence de sillage du vol 1083, et trois coups soudains, plusieurs cliquetis et un coup plus fort se sont produits, après quoi le 737 a commencé à s'incliner et à partir en roulis vers la gauche. Le pilote automatique s'est alors déconnecté et le copilote Emmett a appuyé sur la pédale de direction et l'a maintenue ainsi pendant le reste du vol, ignorant que la gouverne de direction s'inversait brusquement vers la gauche. Alors que le lacet et le roulis vers la gauche de l'avion augmentaient considérablement, les pilotes ont tous deux braquer leurs volants vers la droite et ont tiré sur les gouvernes de profondeur pour contrer l'angle de tangage progressivement décroissant, tandis que le vibreur de manche s'activait et que l'avion entrait dans un décrochage, causé par l'angle d'attaque élevé des ailes de l'avion.
Alors que le contrôle aérien remarquait que le vol 427 descendait sans autorisation, Le commandant Germano actionna le microphone et déclara une urgence. Parce que le microphone resta actionné pendant le reste de la séquence d'accident, les exclamations qui suivirent dans le cockpit furent entendues dans la tour de contrôle. Le 737 continua de rouler tout en piquant vers le sol. Essayant de contrer les forces g qui augmentaient brusquement, le commandant Germano cria « Tirez ! » trois fois de suite avant de crier, pendant lesquelles Emmett déclara « Mon Dieu, non ! » quelques secondes avant l'impact. 
Plongeant en piqué à un angle de 80° vers le sol, une inclinaison de 60° à gauche et une vitesse de 260 nœuds (480 km/h), le vol 427 s'est écrasé au sol et a explosé à 19 h 03 dans une forêt du comté de Beaver, en Pennsylvanie, environ 28 secondes après être entré dans la turbulence de sillage du 727. La violence du choc pulvérise l'appareil et les 127 passagers et 5 membres d'équipage sont tous tués sur le coup.
Au moment de l'accident, de nombreuses personnes s'étaient rassemblées sur un terrain de football voisin pour un entraînement en soirée. Ces personnes ont été témoins du crash de l'avion et ont décrit l'appareil comme s'étant soudainement écrasé.

## Enquête et causes de l'accident

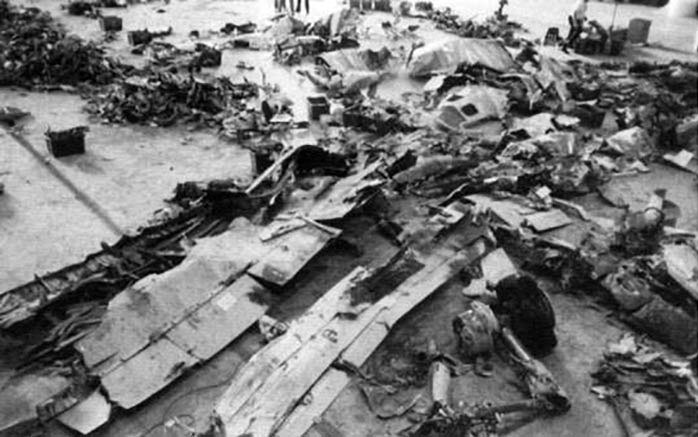
Les débris du vol 427, récupérés sur le site du crash et en cours d'examen.

L'enquête est confiée au NTSB. Rapidement, un lien est établi entre cet accident et celui du vol United Airlines 585 survenu presque 4 ans plus tôt et dont la cause était restée mystérieuse. Les deux accidents concernent le Boeing 737, appareil très répandu dans le monde, ce qui augmente la pression sur les enquêteurs. 
Comme pour le vol 585, la gouverne de direction s'est brutalement et sans raison apparente mise en butée, provoquant une perte totale de contrôle de l'appareil. Là encore, l'enquête ne parvient pas à mettre en évidence la raison d'un tel dysfonctionnement.
Finalement, c'est un autre incident qui va permettre d'éclaircir l'enquête. Le 9 juin 1996, le Boeing 737 du vol Eastwind Airlines 517 va connaitre une avarie semblable aux vols 585 et 427. Cette fois, les pilotes arrivent à se poser. Le NTSB dispose de l'avion entier et des rapports des pilotes. L'enquête va enfin révéler la cause des accidents précédents. La servo-valve du gouvernail a montré des faiblesses lors de brutaux changements de températures, bloquant le mécanisme du gouvernail et même dans certains cas inversant son système de fonctionnement. 
À la suite de cette découverte, on apprit aux pilotes à gérer ce genre de situation et les pièces incriminées furent modifiées afin de résister aux chocs de température (Voir : Accidents liés à la gouverne du Boeing 737).

## Médias
L'accident a fait l'objet d'un épisode dans la série télé Air Crash nommé « Danger caché » (saison 4 - épisode 5).